# Đorđe Simić
Đorđe Simić (Belgrado, 28 febbraio 1843 – Zemun, 11 ottobre 1921) è stato un politico e diplomatico serbo, due volte Primo ministro del Regno di Serbia.

## La carriera diplomatica
Dopo aver studiato a Belgrado e poi a Berlino, Heidelberg e Parigi, inizia a lavorare al Ministero degli Esteri come capo del dipartimento degli affari politici.
Nel 1882 al 1884 viene nominato console generale a Sofia. Dal 1887 al 1890 ambasciatore a San Pietroburgo e poi dal 1890 al 1894 a Vienna.

## La carriera politica
Il 12 gennaio 1894 Simić viene nominato Primo ministro, ma dopo poche settimane (il 21 marzo) è costretto alle dimissioni a causa di forti contrasti con il re Alessandro I.
Dopo aver servito come ambasciatore a Vienna, Simić viene nuovamente nominato Primo ministro il 17 dicembre 1896, carica che ricoprirà fino all'11 ottobre 1897.
In seguito sarà vice-ambasciatore a Roma (nel 1900), Presidente del Consiglio di Stato nel 1901 e ambasciatore a Costantinopoli dal 1903 al 1906. Dal 1906 al 1912 torna a Vienna come ambasciatore.

## Vita privata
Simić è stato tra i fondatori della Croce Rossa serba e ne fu a lungo presidente.
Nel 1867 sposò la principessa Jelena di Serbia, figlia del principe Alessandro.